# James Gross
James Richard Gross ist seit November 2012 Professor an der Fakultät für Elektrotechnik und Informatik der Königlichen Technischen Hochschule in Stockholm. Zudem ist er Mitglied des Exekutivausschusses und stellvertretender Direktor des KTH Digital Futures Center sowie Co-Direktor des KTH-Kompetenzzentrums für Edge Computing TECoSA. Der Forscher beziehungsweise seine Arbeiten wurden mit zahlreichen Preisen ausgezeichnet.
James Gross forscht im Bereich mobiler Systeme und Netzwerke mit Schwerpunkt auf kritischer Machine-to-Machine-Kommunikation, zellularen Netzen, Edge Computing, Ressourcenzuweisung sowie Methoden zur Leistungsbewertung wie stochastischer Netzwerkberechnung und Simulation von Netzen.

## Werdegang
Gross studierte an der TU Berlin, an der er 2006 promovierte, und an der UC San Diego. Von 2008 bis 2012 forschte er als Assistenzprofessor an der RWTH Aachen und leitete dort die Network Performance Group. An der RWTH Aachen war er außerdem Mitglied des DFG-geförderten Forschungszentrums UMIC (Ultra High-Speed Mobile Information and Communication). Dort erforschte er gemeinsam mit seinem damaligen Doktoranden Christian Dombrowski Verfahren für kabellose, hochverfügbare Echtzeitkommunikation mittels Token Ring. Das resultierende neuartige Kommunikationsprotokoll EchoRing wurde prototypisch entwickelt. Experimentell sowie mittels mathematischer Methoden wiesen Gross und Dombrowski nach, dass Echoring eine Zuverlässigkeit von bis zu 1–10−7 bei Latenzen im Bereich um 10 ms erreicht. Christian Dombrowski setzte die Forschungsergebnisse im Zuge seiner Doktorarbeit auf einem FPGA System um. Die gemeinsame Forschungsarbeit mündet 2015 in der Gründung des Unternehmens R3 Communications GmbH gemeinsam mit Florian Bonanati und Mathias Bohge.
Seit 2012 ist James Gross Professor an der Fakultät für Elektrotechnik und Informatik der Königlichen Technischen Hochschule (KTH) in Stockholm. 2016 wurde ihm ein Stipendium des Schwedischen Forschungsrats im Bereich der Natur- und Ingenieur-Wissenschaften zuerkannt. Sein Projekt „Wireless Transient Network Calculus“ wurde im Zeitraum 2017 bis 2020 mit rund 3,7 Millionen Schwedische Kronen gefördert. 2017 folgte ein Stipendium der Stiftelsen för Strategisk Forskning (Schwedische Stiftung für strategische Forschung) für das Projekt „Experimental Platform for Edge Computing Applications“ in Höhe von rund 8 Millionen Schwedische Kronen für den Zeitraum 2019 bis 2022. Von 2016 bis 2019 leitete James Gross das Forschungsinstitut ACCESS Linnaeus Center als Direktor und stellvertretender Direktor.

## Preise und Auszeichnungen (Auswahl)
- 2015 Communication Software Award, NetSys 2015 (gemeinsam mit Christian Dombrowski) Communication Software Award @ NetSys 2015. Persönliche Website James Gross, abgerufen am 7. November 2021 (englisch).
- Best Demo Paper Award IEEE WoWMoM 2015 (gemeinsam mit Andreas Schumacher, Martin Serror und Christian Dombrowski) Best Demo Paper Award @ IEEE WoWMoM 2015. Persönliche Website James Gross, abgerufen am 3. November 2021 (englisch).
- 2015 Best Paper Award ACM MSWiM 2015 (gemeinsam mit Mirko Stoffers, Torsten Sehy und Klaus Wehrle) A. Zomaya, G Min, A. F. Loureiro: MSWiM '16: Proceedings of the 19th ACM International Conference on Modeling, Analysis and Simulation of Wireless and Mobile Systems. Association for Computing Machinery, abgerufen am 25. Oktober 2021 (englisch).

## Schriften (Auswahl)
- Christian Dombrowski, James Gross: EchoRing: A Low-Latency, Reliable Token-Passing MAC Protocol for Wireless Industrial Networks. In: Proceedings of European Wireless 2015; 21th European Wireless Conference. VDE-Verlag, Berlin 2015, ISBN 978-3-8007-3976-9, S. 1–8 (kth.diva-portal.org [PDF; abgerufen am 19. Oktober 2021]).
- Mirko Stoffers, Torsten Sehy, James Gross, Klaus Wehrle: Data Dependency based Parallel Simulation of Wireless Networks. In: ACM/IEEE International Symposium on Modeling, Analysis and Simulation of Wireless and Mobile Systems 2015. 2015, doi:10.1145/2811587.2811593 (researchgate.net [PDF; abgerufen am 9. November 2021]).